# Scott Reiniger
Scott Hale Reiniger, Príncep de Ghur (White Plains, Estat de Nova York, 5 de setembre de 1948) és un actor estatunidenc. És "Príncep de Ghur", una província de l'Afganistan. En efecte, Reiniger és el renét de Josiah Harlan, el primer estatunidenc que va posar el peu a l'Afganistan, i qui va signar el tractat que donava el títol de "Príncep de Ghur" a tots els seus descendents.

## Papers
- 1977 : Danny : Eddie
- 1978 : El despertar dels zombis de George A. Romero: Roger DeMarco
- 1981 : The Other Victim (TV)
- 1981 : Els cavallers de la moto (Knightriders) : Marhalt
- 1984 : Falcon Crest (seria TV), episodi Win, Place, and Show
- 1985 : Document of the Dead (documental)
- 2004 : El despertar dels zombis de Zack Snyder: el general
- 2004 : The Dead Will Walk (documental)
- 2006 : Horror Fans (documental)
- 2008 : Dead On: The Life and Cinema of George A. Romero (documental)